# Ekološki čimbenik
Ekološki čimbenici su utjecajne i promjenjive fizikalne, kemijske ili biološke veličine iz okoliša (varijable), koje mogu pozitivno ili negativno djelovati na životne uloge, rast, razmnožavanje i gustoću populacije i na koje se organizam mora prilagoditi radi preživljavanja. Drugim riječima, to su sve sastavnice vanjskog okoliša koje djeluju na organizme u njemu. Glavne osobine ekoloških čimbenika jesu njihovo složeno djelovanje, promjenjivost i međuovisnost, stoga je samostalno djelovanje jednoga čimbenika nemoguće. Promjena ekoloških čimbenika prisutna je i u vremenu (na dnevnoj ili godišnjoj razini, na razini godišnjih doba) i u prostoru (na razini staništa, bioma, Zemljinih toplinskih pojaseva tj. geografske mreže). Dijele se na biotičke i abiotičke, uz izdvajanje čovjekova utjecaja u vidu antropogenih čimbenika.